# Großer Preis von Mexiko 1970
Der Große Preis von Mexiko 1970 (offiziell IX Gran Premio de México) fand am 25. Oktober auf dem Magdalena Mixhuca in Mexiko-Stadt statt und war das 13. und letzte Rennen der Automobil-Weltmeisterschaft 1970.

## Berichte

### Hintergrund
Da die Fahrerweltmeisterschaft bereits entschieden war, in der Konstrukteurs-WM keine großen Veränderungen mehr zu erwarten waren und der Veranstalter zudem ohnehin angekündigt hatte, dass nur maximal 18 Fahrzeuge zum Start zugelassen würden, reisten außer dem Privatteam von Rob Walker ausschließlich die Werksteams nach Mexiko, wobei im Gegensatz zu den meisten vorangegangenen Läufen der Saison jeweils höchstens zwei Fahrer pro Team gemeldet wurden.

### Training
Das Training wurde einmal mehr vom Duell um die Pole-Position zwischen den beiden Ferrari 312B von Jacky Ickx und Clay Regazzoni sowie dem Tyrrell 001 von Jackie Stewart geprägt. Emerson Fittipaldi, der den Großen Preis der USA zwei Wochen zuvor gewonnen hatte, spielte dabei keine Rolle. Er hatte das ganze Wochenende mit Motorproblemen zu kämpfen. Zwei seiner insgesamt drei Motorschäden ereigneten sich bereits während der Trainingszeiten, sodass er sich nur für den letzten Startplatz qualifizieren konnte. Regazzoni sicherte sich schließlich die Pole vor Stewart, Ickx und Jack Brabham, der ankündigte, nach diesem Rennen seine Karriere zu beenden.

### Rennen
Am Renntag wurden die Verantwortlichen von einer enormen Zuschauermenge von schätzungsweise 150.000 bis 200.000 Menschen überrascht, die kaum unter Kontrolle zu bringen war. Seit dem Vormittag strömten immer mehr Zuschauer zur Rennstrecke, wodurch die Platzverhältnisse in den vorgesehenen Sicherheitsbereichen rasch zu eng wurden. Die Zuschauer durchbrachen die Absperrungen und drangen bis direkt an die Strecke vor. Funktionäre versuchten, die Menschen zur Vernunft zu bringen. Auch eindringliche Appelle von Vorjahres-Weltmeister Stewart und von Lokalmatador Pedro Rodríguez an die Fans zeigten nur bedingt Wirkung. Es wurde diskutiert, ob man das Rennen absagen sollte, da es unter den gegebenen Umständen eigentlich nicht verantwortbar war, doch die Veranstalter befürchteten in diesem Fall einen Aufstand der Zuschauer.
Nachdem es gelungen war, die Zuschauer zumindest vorübergehend aus den gefährlichsten Bereichen zurückzudrängen, wurde das Rennen schließlich mit einer Stunde Verspätung gestartet. Regazzoni übernahm zunächst die Führung, wurde aber bereits in der zweiten Runde durch Ickx von dieser Position verdrängt. Dieser gab daraufhin den Spitzenplatz bis ins Ziel nicht mehr ab. Auch Stewart überholte Regazzoni, musste aber kurze Zeit später an die Box, um seine Lenkung überprüfen zu lassen. Nach dem Boxenstopp gelang es ihm, wieder zur Spitzengruppe aufzuschließen. Inzwischen waren die Zuschauer wieder bis an den Rand der Strecke vorgedrungen. Einige von ihnen machten sich sogar einen Spaß daraus, die Piste zwischen den vorbeirasenden Rennwagen zu überqueren. Stewart schied schließlich in Runde 27 nach einer Kollision mit einem auf die Strecke gelaufenen Hund aus, da seine Aufhängung dabei beschädigt wurde. Der dritte Platz wurde daraufhin von Brabham eingenommen, bis er in Runde 52 einen der zahlreichen Motorschäden des Wochenendes erlitt und somit das letzte Rennen seiner Karriere nicht beenden konnte.
Während der letzten Runden nahm das Publikum die Strecke immer mehr und mehr ein. Unmittelbar nach der Zieldurchfahrt des führenden Ickx wurde die Start-Ziel-Gerade sogar komplett von den Zuschauern gestürmt, sodass die nachfolgenden Fahrer nur mit deutlich verlangsamter Geschwindigkeit durchs Ziel fahren konnten. Denis Hulme belegte letztendlich den dritten Platz hinter den siegreichen Ferrari-Piloten.
Trotz der chaotischen Zustände wurde niemand verletzt. Konsequenzen gab es trotzdem, denn unter anderem wegen dieser Ereignisse fand in den folgenden 15 Jahren kein Großer Preis von Mexiko mehr statt.

## Meldeliste
| Team                        | Nr. | Fahrer               | Chassis      | Motor                    | Reifen |
| --------------------------- | --- | -------------------- | ------------ | ------------------------ | ------ |
| Tyrrell Racing Organisation | 01  | Jackie Stewart       | Tyrrell 001  | Ford Cosworth DFV 3.0 V8 | D      |
| Tyrrell Racing Organisation | 02  | François Cevert      | March 701    | Ford Cosworth DFV 3.0 V8 | D      |
| Scuderia Ferrari SpA SEFAC  | 03  | Jacky Ickx           | Ferrari 312B | Ferrari 001 3.0 F12      | F      |
| Scuderia Ferrari SpA SEFAC  | 04  | Clay Regazzoni       | Ferrari 312B | Ferrari 001 3.0 F12      | F      |
| Equipe Matra Elf            | 06  | Jean-Pierre Beltoise | Matra MS120  | Matra MS12 3.0 V12       | G      |
| Equipe Matra Elf            | 07  | Henri Pescarolo      | Matra MS120  | Matra MS12 3.0 V12       | G      |
| Bruce McLaren Motor Racing  | 08  | Denis Hulme          | McLaren M14A | Ford Cosworth DFV 3.0 V8 | G      |
| Bruce McLaren Motor Racing  | 09  | Peter Gethin         | McLaren M14A | Ford Cosworth DFV 3.0 V8 | G      |
| March Engineering           | 11  | Joseph Siffert       | March 701    | Ford Cosworth DFV 3.0 V8 | F      |
| March Engineering           | 12  | Chris Amon           | March 701    | Ford Cosworth DFV 3.0 V8 | F      |
| Rob Walker Racing Team      | 14  | Graham Hill          | Lotus 72C    | Ford Cosworth DFV 3.0 V8 | F      |
| Motor Racing Developments   | 15  | Jack Brabham         | Brabham BT33 | Ford Cosworth DFV 3.0 V8 | G      |
| Auto Motor und Sport        | 16  | Rolf Stommelen       | Brabham BT33 | Ford Cosworth DFV 3.0 V8 | G      |
| Team Surtees                | 17  | John Surtees         | Surtees TS7  | Ford Cosworth DFV 3.0 V8 | F      |
| Yardley Team B.R.M.         | 19  | Pedro Rodríguez      | BRM P153     | BRM P142 3.0 V12         | D      |
| Yardley Team B.R.M.         | 20  | Jackie Oliver        | BRM P153     | BRM P142 3.0 V12         | D      |
| Gold Leaf Team Lotus        | 23  | Reine Wisell         | Lotus 72C    | Ford Cosworth DFV 3.0 V8 | F      |
| Gold Leaf Team Lotus        | 24  | Emerson Fittipaldi   | Lotus 72C    | Ford Cosworth DFV 3.0 V8 | F      |

## Klassifikationen

### Startaufstellung
| Pos. | Fahrer               | Konstrukteur | Zeit    | Ø-Geschwindigkeit | Start |
| ---- | -------------------- | ------------ | ------- | ----------------- | ----- |
| 01   | Clay Regazzoni       | Ferrari      | 1:41,86 | 176,713 km/h      | 01    |
| 02   | Jackie Stewart       | Tyrrell-Ford | 1:41,88 | 176,678 km/h      | 02    |
| 03   | Jacky Ickx           | Ferrari      | 1:42,41 | 175,764 km/h      | 03    |
| 04   | Jack Brabham         | Brabham-Ford | 1:43,57 | 173,796 km/h      | 04    |
| 05   | Chris Amon           | March-Ford   | 1:43,71 | 173,561 km/h      | 05    |
| 06   | Jean-Pierre Beltoise | Matra        | 1:43,82 | 173,377 km/h      | 06    |
| 07   | Pedro Rodríguez      | B.R.M.       | 1:44,01 | 173,060 km/h      | 07    |
| 08   | Graham Hill          | Lotus-Ford   | 1:44,13 | 172,861 km/h      | 08    |
| 09   | François Cevert      | March-Ford   | 1:44,21 | 172,728 km/h      | 09    |
| 10   | Peter Gethin         | McLaren-Ford | 1:44,46 | 172,315 km/h      | 10    |
| 11   | Henri Pescarolo      | Matra        | 1:44,55 | 172,166 km/h      | 11    |
| 12   | Reine Wisell         | Lotus-Ford   | 1:44,59 | 172,101 km/h      | 12    |
| 13   | Jackie Oliver        | B.R.M.       | 1:44,70 | 171,920 km/h      | 13    |
| 14   | Denis Hulme          | McLaren-Ford | 1:44,95 | 171,510 km/h      | 14    |
| 15   | John Surtees         | Surtees-Ford | 1:45,03 | 171,380 km/h      | 15    |
| 16   | Joseph Siffert       | March-Ford   | 1:46,15 | 169,571 km/h      | 16    |
| 17   | Rolf Stommelen       | Brabham-Ford | 1:46,30 | 169,332 km/h      | 17    |
| 18   | Emerson Fittipaldi   | Lotus-Ford   | 1:48,13 | 166,466 km/h      | 18    |

### Rennen
| Pos. | Fahrer               | Konstrukteur | Runden | Stopps | Zeit       | Start | Schnellste Runde |
| ---- | -------------------- | ------------ | ------ | ------ | ---------- | ----- | ---------------- |
| 01   | Jacky Ickx           | Ferrari      | 65     | 0      | 1:53:28,36 | 03    | 1:43,11          |
| 02   | Clay Regazzoni       | Ferrari      | 65     | 0      | + 24,64    | 01    | 1:43,46          |
| 03   | Denis Hulme          | McLaren-Ford | 65     | 0      | + 45,97    | 14    | 1:44,04          |
| 04   | Chris Amon           | March-Ford   | 65     | 0      | + 47,05    | 05    | 1:43,78          |
| 05   | Jean-Pierre Beltoise | Matra        | 65     | 0      | + 50,11    | 06    | 1:44,19          |
| 06   | Pedro Rodríguez      | B.R.M.       | 65     | 0      | + 1:24,76  | 07    | 1:44,60          |
| 07   | Jackie Oliver        | B.R.M.       | 64     | 0      | + 1 Runde  | 13    | 1:44,95          |
| 08   | John Surtees         | Surtees-Ford | 64     | 0      | + 1 Runde  | 15    | 1:45,52          |
| 09   | Henri Pescarolo      | Matra        | 61     | 1      | + 4 Runden | 11    | 1:44,43          |
| –    | Reine Wisell         | Lotus-Ford   | 56     | 0      | NC         | 12    | 1:46,11          |
| –    | Jack Brabham         | Brabham-Ford | 52     | 0      | DNF        | 04    | 1:44,02          |
| –    | Jackie Stewart       | Tyrrell-Ford | 33     | 1      | DNF        | 02    | 1:43,17          |
| –    | Peter Gethin         | McLaren-Ford | 27     | 0      | DNF        | 10    | 1:46,48          |
| –    | Rolf Stommelen       | Brabham-Ford | 15     | 0      | DNF        | 17    | 1:47,34          |
| –    | François Cevert      | March-Ford   | 8      | 0      | DNF        | 09    | 1:47,01          |
| –    | Graham Hill          | Lotus-Ford   | 4      | 0      | DNF        | 08    | 1:55,57          |
| –    | Joseph Siffert       | March-Ford   | 3      | 0      | DNF        | 16    | 1:50,38          |
| –    | Emerson Fittipaldi   | Lotus-Ford   | 1      | 0      | DNF        | 18    | 1:59,51          |

## WM-Stände nach dem Rennen
Die ersten sechs des Rennens bekamen 9, 6, 4, 3, 2, 1 Punkt(e). Die besten sechs Ergebnisse der ersten sieben und die besten fünf der letzten sechs Rennen zählten zur Meisterschaft. In der Konstrukteurswertung zählten dabei nur die Punkte des bestplatzierten Fahrers eines Teams.

### Fahrerwertung
| Pos. | Fahrer               | Konstrukteur                | Punkte |
| ---- | -------------------- | --------------------------- | ------ |
| 01   | Jochen Rindt †       | Lotus-Ford                  | 45     |
| 02   | Jacky Ickx           | Ferrari                     | 40     |
| 03   | Clay Regazzoni       | Ferrari                     | 33     |
| 04   | Denis Hulme          | McLaren-Ford                | 27     |
| 05   | Jack Brabham         | Brabham-Ford                | 25     |
| 06   | Jackie Stewart       | March-Ford                  | 25     |
| 07   | Pedro Rodríguez      | B.R.M.                      | 23     |
| 08   | Chris Amon           | March-Ford                  | 23     |
| 09   | Jean-Pierre Beltoise | Matra                       | 16     |
| 10   | Emerson Fittipaldi   | Lotus-Ford                  | 12     |
| 11   | Rolf Stommelen       | Brabham-Ford                | 10     |
| 12   | Henri Pescarolo      | Matra                       | 8      |
| 13   | Graham Hill          | Lotus-Ford                  | 7      |
| 14   | Bruce McLaren †      | McLaren-Ford                | 6      |
| 15   | Mario Andretti       | March-Ford                  | 4      |
| 16   | Reine Wisell         | Lotus-Ford                  | 4      |
| 17   | Ignazio Giunti       | Ferrari                     | 3      |
| 18   | John Surtees         | Surtees-Ford / McLaren-Ford | 3      |
| 19   | John Miles           | Lotus-Ford                  | 2      |

| Pos. | Fahrer              | Konstrukteur                | Punkte |
| ---- | ------------------- | --------------------------- | ------ |
| 20   | Johnny Servoz-Gavin | March-Ford                  | 2      |
| 21   | Jackie Oliver       | B.R.M.                      | 2      |
| 22   | Dan Gurney          | McLaren-Ford                | 1      |
| 23   | François Cevert     | March-Ford                  | 1      |
| 24   | Peter Gethin        | McLaren-Ford                | 1      |
| 25   | Derek Bell          | Surtees-Ford / Brabham-Ford | 1      |
| 26   | Joseph Siffert      | Brabham-Ford                | 0      |
| 27   | Ronnie Peterson     | March-Ford                  | 0      |
| 28   | Andrea de Adamich   | McLaren-Alfa Romeo          | 0      |
| 29   | John Love           | Lotus-Ford                  | 0      |
| 30   | George Eaton        | B.R.M.                      | 0      |
| 31   | Peter de Klerk      | Lotus-Ford                  | 0      |
| 32   | Dave Charlton       | Lotus-Ford                  | 0      |
| –    | Piers Courage †     | De Tomaso-Ford              | 0      |
| –    | Pete Lovely         | Lotus-Ford                  | 0      |
| –    | Tim Schenken        | De Tomaso-Ford              | 0      |
| –    | Silvio Moser        | Belassi-Ford                | 0      |
| –    | Gus Hutchison       | Brabham-Ford                | 0      |
| –    | Joakim Bonnier      | McLaren-Ford                | 0      |

### Konstrukteurswertung
| Pos. | Konstrukteur | Punkte |
| ---- | ------------ | ------ |
| 01   | Lotus-Ford   | 59     |
| 02   | Ferrari      | 55     |
| 03   | March-Ford   | 48     |
| 04   | Brabham-Ford | 35     |
| 05   | McLaren-Ford | 35     |

| Pos. | Konstrukteur   | Punkte |
| ---- | -------------- | ------ |
| 06   | B.R.M.         | 23     |
| 07   | Matra          | 23     |
| 08   | Surtees-Ford   | 3      |
| –    | De Tomaso-Ford | 0      |